# Nouakchott
Nouakchott (in arabo نواكشوط ‎?, Nuwākshūṭ) è la capitale e la principale città della Mauritania. È situata sulla costa atlantica del deserto del Sahara.
Il nome della città è la forma contratta del nome berbero, inua u-kshut cioè, "legna cotta" e dunque non ha nulla a che vedere con la parola araba šaṭṭ presente in molti toponimi nordafricani come chott.

## Storia
La Mauritania faceva parte della più vasta colonia francese dell'Africa Occidentale Francese, e in quanto tale non aveva una capitale, titolo che spettava a Saint-Louis, in Senegal. Nel 1957, comunque, questa piccola città portuale venne scelta come capitale della nuova nazione, e perciò venne avviato un ambizioso programma di costruzioni, per incrementare la sua popolazione di soli 15.000 abitanti. Nel 1958 la Mauritania si formò come repubblica autonoma nella Comunità francese, e, dopo il 1962, Nouakchott divenne la capitale di una nazione indipendente.
In quanto piccola città di pescatori, nel 1958 Nouakchott non aveva una grande storia. Un evento degno di nota è la possibilità che i musulmani berberi Almoravidi fossero originari della zona, malgrado le cronache parlino costantemente dell'area attorno a Marrakesh.

## Geografia fisica
Nouakchott è situata sulla costa atlantica del deserto del Sahara.
È la più grande città del Sahara, se si escludono casi marginali come Il Cairo (nel delta del Nilo) e le città a nord delle Montagne dell'Atlante, sulla costa settentrionale dell'Africa. La sua crescita esplosiva fu causata dalla siccità nord-africana fin dai primi anni 1970: molti si sono spostati in città alla ricerca di una vita migliore.
A causa della sua espansione la città è abbastanza vasta, con pochi edifici alti. Spesso funge da interfaccia tra la popolazione urbana della Mauritania e i cittadini nomadi. Parte della difficoltà nello stimarne la popolazione è che una parte di questa è composta appunto da nomadi che piantano le tende in aree adatte e quindi le smontano e partono quando se ne presenta la necessità.

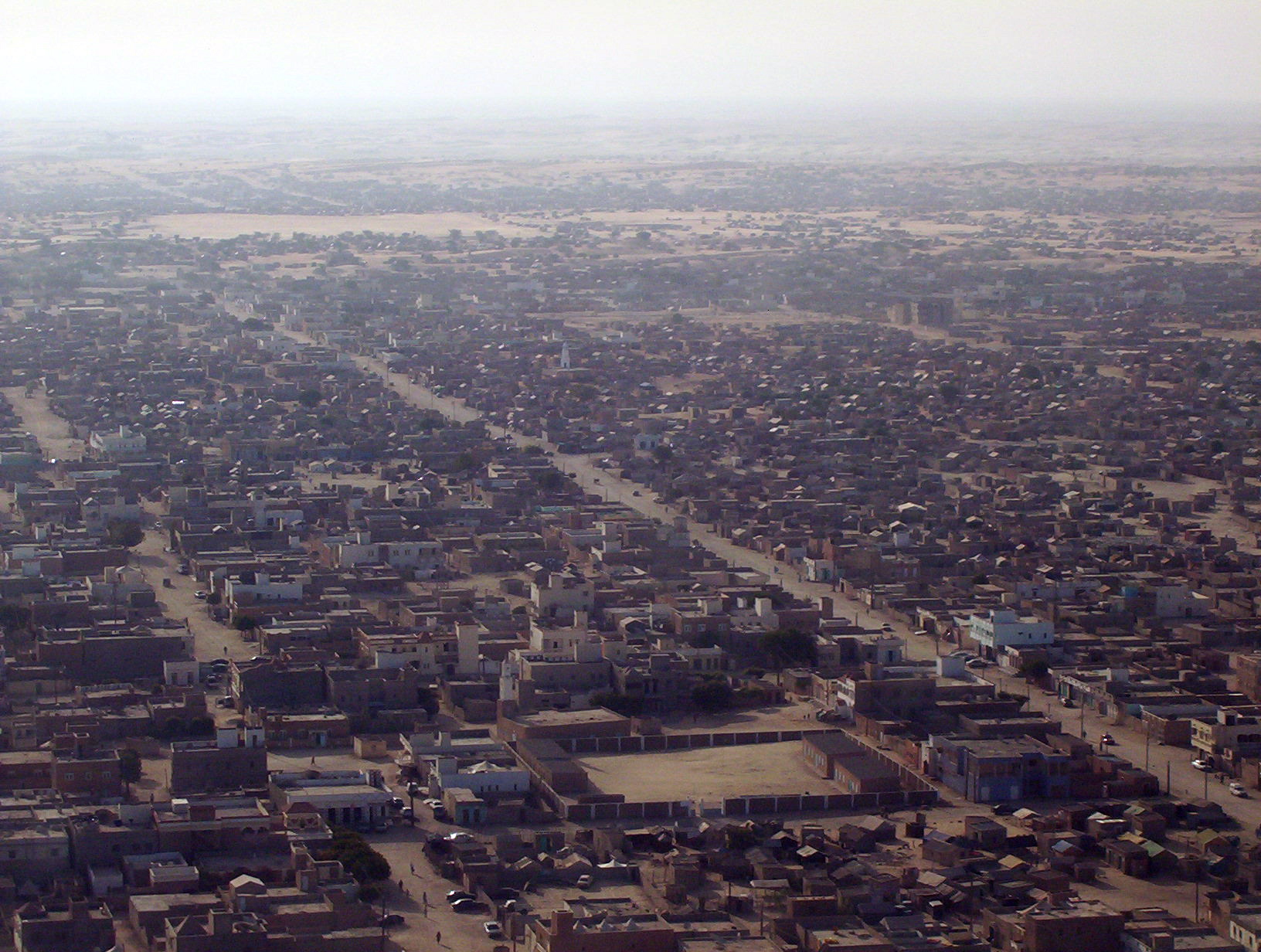
Panorama di Nouakchott

È costruita attorno a un largo viale alberato, l'Avenue Abd an-Nasir, che corre in direzione nord-est dall'aeroporto e attraverso il centro cittadino. Altre vie importanti sono intitolate (in francese) a importanti figure mauritane o a personaggi di fama internazionale degli anni 1960: Avenue de Gaulle, Avenue Kennedy, e Avenue Lumumba, ad esempio.
Anche se le rocce sotto la città contengono una vasta riserva d'acqua dolce, nota come Lago Trarza, questa si sta prosciugando a causa della grande crescita della città. La popolazione era di sole 20.000 persone nel 1969 e di 150.000 nel 1980, per arrivare a 800.000 alla fine degli anni novanta.
Tra i luoghi di interesse di Nouakchott troviamo il Museo Nouakchott, diversi mercati tra cui il Mercato dell'argento di Nouakchott, e le spiagge, una delle quali è base per i pescherecci. La città ha anche un aeroporto.
Nouakchott si trova nel Distretto della Capitale, e non appartiene ad alcuna regione.

## Cultura
In città si trova il Museo nazionale della Mauritania che contiene notevoli collezioni archeologiche ed etnografiche.

## Governo
La città nel 1973 è stata divisa in quattro distretti, o muqāṭaʿāt. Dal 1986 è stata suddivisa in nove distretti:
- Arafat
- Dar Naim
- El Mina
- Ksar
- Riad
- Sebkha
- Tevragh-Zeina
- Teyarett
- Toujounine

## Infrastrutture e trasporti
La città è servita dall'Aeroporto Internazionale di Nouakchott-Oumtounsy, inaugurato nel 2016 e situato a 25 km a nord del centro.
- Strada nazionale 1 (Mauritania)
- Strada nazionale 2 (Mauritania)
- Strada nazionale 3 (Mauritania)

## Amministrazione

### Gemellaggi
- Madrid